# John Horton Conway
John Horton Conway (ur. 26 grudnia 1937 w Liverpoolu, zm. 11 kwietnia 2020 w Princeton) – angielski matematyk, profesor uniwersytetów w Cambridge i Princeton, członek Towarzystwa Królewskiego w Londynie (ang. Royal Society). Laureat Nagrody Frederica Essera Nemmersa w dziedzinie matematyki (1998).
Conway zajmował się teorią mnogości, algebrą, matematyką dyskretną, geometrią i analizą. Zasłynął badaniami automatów komórkowych, m.in. stworzeniem jednego z nich: gry w życie.

## Kariera akademicka
Od wczesnego dzieciństwa wykazywał uzdolnienia matematyczne. W roku 1959 ukończył Gonville and Caius College na Uniwersytecie Cambridge. W 1964 roku uzyskał tytuł doktora oraz stanowisko wykładowcy czystej matematyki. W tym samym roku został wybrany na członka Sidney Sussex College, a w roku 1970 – na członka Gonville and Caius College. W 1971 roku London Mathematical Society nagrodziło Conwaya Nagrodą Berwicka. W 1981 roku został wybrany na członka The Royal Society of London. W 1983 roku został profesorem matematyki Uniwersytetu Cambridge. Od roku 1986 pracował jako profesor matematyki na Uniwersytecie Princeton.
Opracował algorytm do obliczania, jaki dzień tygodnia wypada w dowolnym dniu.
Zmarł na skutek COVID-19 w okresie światowej pandemii tej choroby.

## Publikacje
Książki Johna Conwaya:
- On regular algebra and finite machines, London, Chapman and Hall 1971
- On numbers and games, Academic Press 1976
- z Elwynem Berlekampem, Richardem Guyem: Winning ways for your mathematical plays, 4 Bde., 2001, zuerst 1982, Academic Press
- z Richardem Guyem: The book of numbers, New York 1996
- z Derekiem Smithem: On quaternions and octonions- their geometry, arithmetic and symmetry, Peters Verlag 2003
- z Berlekampem, Guyem i.in.: Sphere packings, lattices and groups, Springer Verlag (Grundlehren der mathematischen Wissenschaften), 3.Auflage 1999, ISBN 0-387-98585-9
- The (sensual) quadratic form, Carus mathematical monographs, Mathematical association of America, 1997
- z R. T. Curtisem, S. Nortonem, R. Parkerem, R. Wilsonem: Atlas of Finite Groups, Maximal Subgroups and Ordinary Characters for Simple Groups, Oxford University Press, 1985, ISBN 0-19-853199-0

Książki o Conwayu i jego pracach:
- T. M. Thompson, From error-correcting codes through sphere packings to simple groups, Washington, 1983 (przedstawienie historyczne zawierające też obszerne informacje matematyczne)
- Albers i G. L. Alexanderson (red.), Mathematical People: Profiles and Interviews, Cambridge/MA, 1985, S.43–50
- Ebbinghaus, Hermes, Hirzebruch (red.), Zahlen, Springer Verlag 1993 (z rozdziałem o liczbach nadrzeczywistych)
- Donald Knuth, Surreal numbers, 1974